# Kirsti Karhi

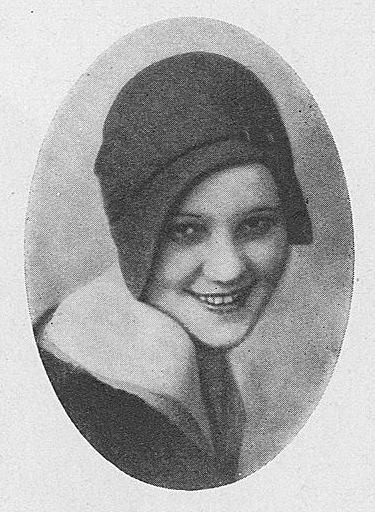
Kirsti Karhi a principios de los años 1930

Kirsti Karhi (2 de mayo de 1902 – 18 de septiembre de 1981) fue una actriz finlandesa.

## Biografía
Su verdadero nombre era Kirsti Saga Boxberg, y nació en Hauho, actualmente parte de Hämeenlinna, Finlandia, siendo sus padres Victor Anders Boxberg y Martha Sofia Lauraeus.
Por su trayectoria artística, Karhi fue premiada en el año 1958 con la Medalla Pro Finlandia, recibiendo en 1963 de manos del Club teatral de Turku la estatua Wenander.
Kirsti Karhi falleció en el año 1981. Se había casado en 1931 con el director teatral Akseli Karhi, con quien tuvo una hija, la actriz Maija Karhi.

## Filmografía
- 1944 : Minä jätän sinut
- 1945 : Sinä olet kohtaloni
- 1946 : Pajasta palatsiin
- 1947 : Kuudes käsky
- 1962 : Papin perhe (TV)
- 1968 : Hilma (serie TV)
- 1968 : Asfaltkärleken